# Vagula
Koordinaten: 57° 52′ N, 26° 55′ O
Vagula (deutsch Waggula, Võro Vagola) ist ein Dorf (estnisch küla) in der estnischen Landgemeinde Võru (Võru vald) im Kreis Võru. Es hat 127 Einwohner.

## Vagula-See
Bekannt ist Vagula vor allem für den gleichnamigen See (Vagula järv). Die Fläche des Vagula-Sees beträgt 518,7 Hektar. An seiner tiefsten Stelle ist er 11,5 m tief. Die Durchschnittstiefe beträgt 5,3 m. Durch den See fließt der längste Fluss Estlands, der Võhandu (Võhandu jõgi).